# فرانک زاگارینو
فرانک زاگارینو (انگلیسی: Frank Zagarino؛ زادهٔ ۱۹ دسامبر ۱۹۵۰) یک هنرپیشه اهل ایالات متحده آمریکا است.

## گزیده فیلمشناسی
از فیلم‌ها یا برنامه‌های تلویزیونی که وی در آن نقش داشته‌است می‌توان به آثار زیر اشاره کرد.
- مهاجم (۱۹۸۷)
- ترور (۱۹۸۷)
- پلیس سایبورگ ۳ (۱۹۹۵)